# Caetano da Costa Alegre
Caetano da Costa Alegre (* 26. April 1864; † 18. April 1890) war ein portugiesischer Dichter são-toméischer Herkunft.
In der portugiesischen Kolonie São Tomé vor der afrikanischen Küste in einer kapverdischen Kreolen-Familie geboren, ließ er sich 1882 in Portugal nieder. Er besuchte die Medizinische Fakultät in Lissabon mit der Absicht, Marine-Arzt zu werden; er starb jedoch an Tuberkulose vor der Erfüllung dieses Traums.
1916 veröffentlichte sein Freund, der Journalist Cruz Magalhãez, die Poesie, die Costa Alegre während seiner acht Jahre in Portugal verfasst hatte. Das im populären romantizistischen Stil seiner Zeit geschriebene Werk wurde ein unmittelbarer Erfolg, nicht zuletzt wegen der Art, in der es seine afrikanische Herkunft feierte und die Sehnsucht nach der Heimat São Tomé ausdrückte, sondern auch wegen der Beschreibung des Gefühls der Entfremdung auf Grund seiner Rasse. So drückt er seine Betrübnis aus nach der Zurückweisung durch eine weiße Frau aufgrund seiner Hautfarbe, einer der frühesten Versuche eines afrikanischen Autors zum Thema Rassenunterschiede.
Wiewohl Costa Alegres Stil europäisch ist, macht ihn sein Werk zum Vorläufer späterer afrikanischer Autoren, die sich mit den Themen Rasse, Entfremdung und nostalgischen Bezügen zur Vergangenheit beschäftigten (in seinem Fall seine Erinnerungen an São Tomé).